# Ampthill
Ampthill est une petite ville et une paroisse civile du Bedfordshire, en Angleterre. Elle est située dans l'autorité unitaire du Central Bedfordshire, entre les villes de Bedford et Luton. Au moment du recensement de 2011, elle comptait 7 028 habitants.

## Personnalités liées à la ville
- Hugh Billington (1916-1988), joueur de football, y est né.
- John Cornwall, 1er baron Fanhope et Milbroke (1364-1443), noble et homme d'armes anglais, une des figures chevaleresques les plus respectées de son temps, y est mort.
- Richard Nicolls (1624-1672), premier gouverneur colonial anglais de la province de New York, y est né.